# Saint-Girons-d'Aiguevives
Saint-Girons-d'Aiguevives là một xã thuộc tỉnh Gironde trong vùng Aquitaine tây nam nước Pháp. Xã này nằm ở khu vực có độ cao trung bình 45 mét trên mực nước biển.